# الترويكا (تونس)

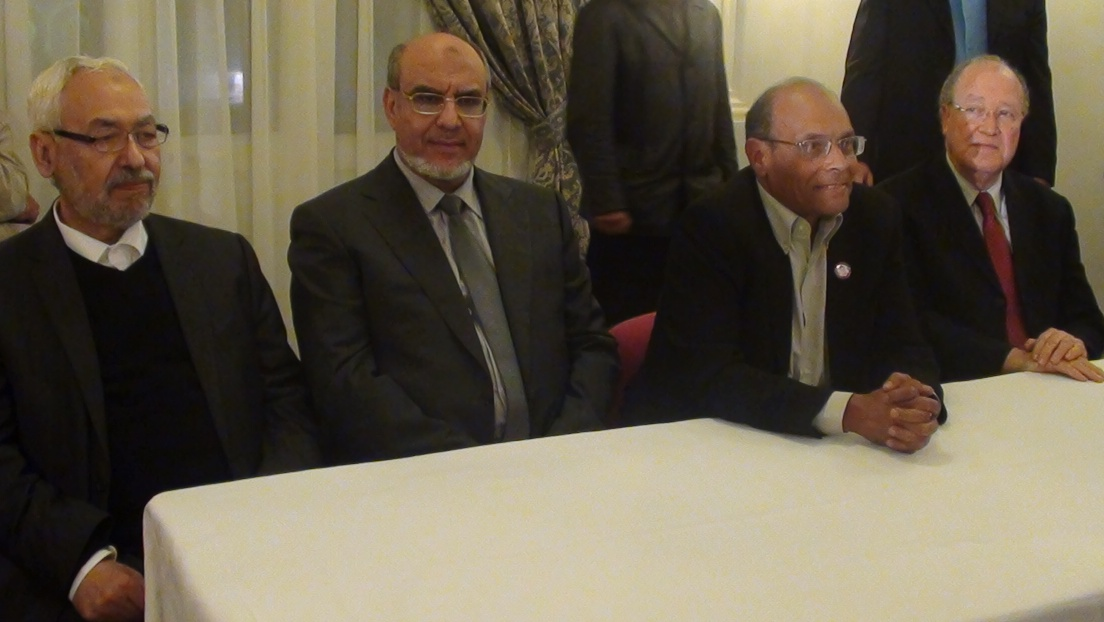
قادة أحزاب الترويكا الثلاثة:
من اليمين إلى اليسار: رئيس المجلس التأسيسي مصطفى بن جعفر (التكتل)
رئيس الجمهورية المنصف المرزوقي (المؤتمر من أجل الجمهورية)
رئيس الوزراء حمادي الجبالي (حركة النهضة)
رئيس الحزب الحاكم راشد الغنوشي (حركة النهضة)

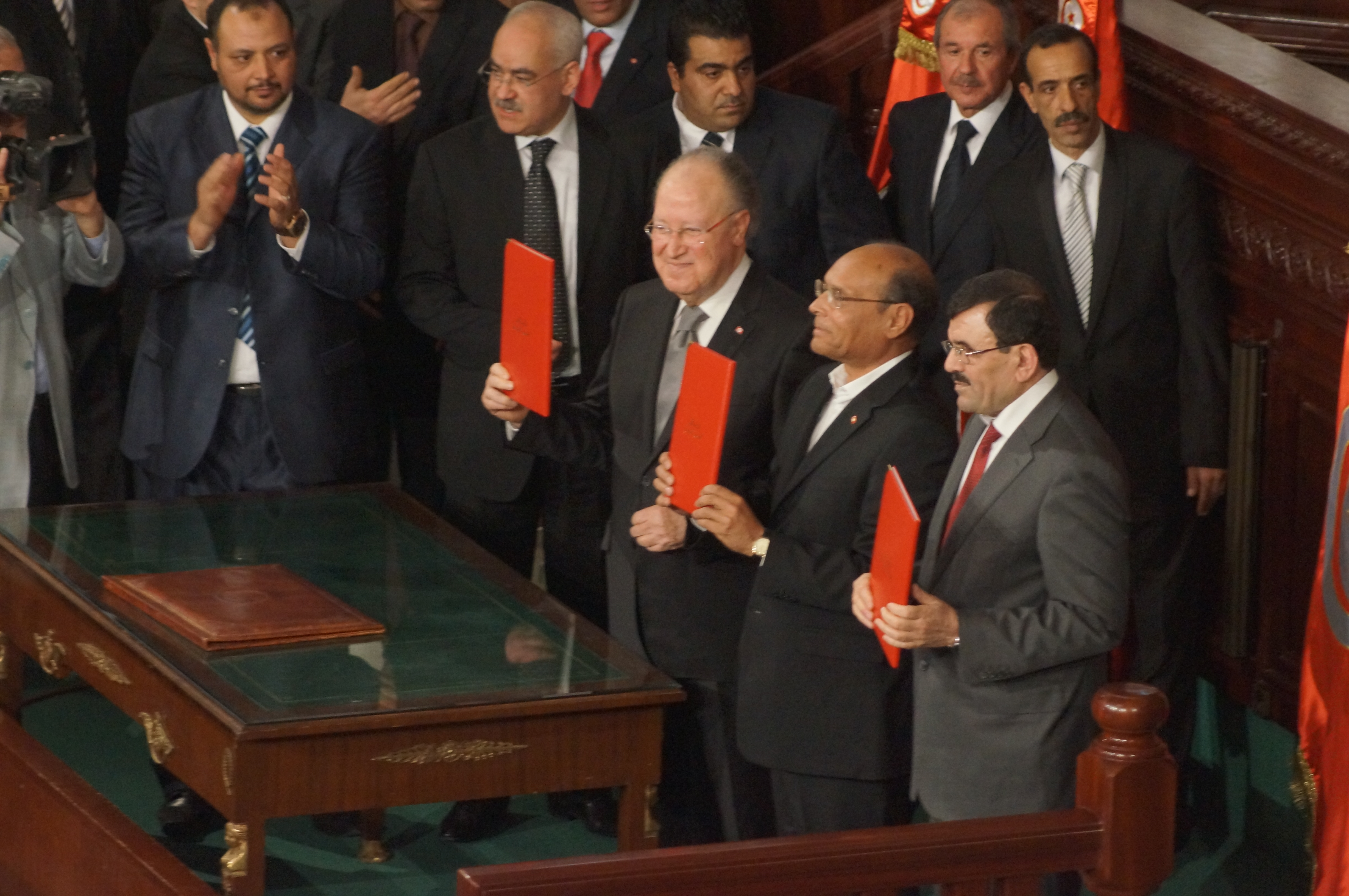
الرؤساء الثلاثة في حفل التوقيع على الدستور الجديد: علي العريض (يمين، رئيس الحكومة)، المنصف المرزوقي (وسط، رئيس الجمهورية)، مصطفى بن جعفر (يسار، رئيس المجلس).

الترويكا (بالفرنسية: Troïka)‏ هي ائتلاف حاكم رئاسيا وحكوميا وبرلمانيا يتكون من ثلاثة أحزاب ذات الأغلبية الممثلة في المجلس الوطني التأسيسي التونسي لتكوين أغلبية مستقرة في الحكم في تونس.

تأسس الائتلاف في 22 نوفمبر 2011 وانحل في 20 نوفمبر 2014.

## التاريخ
طلب[متى؟] الحزب الذي له أكثر مقاعد في المجلس الوطني التأسيسي التونسي ألا وهو حركة النهضة من المؤتمر من أجل الجمهورية والتكتل الديمقراطي من أجل العمل والحريات والحزب الديمقراطي التقدمي بالانضمام لتشكيل ائتلاف حاكم بقيادة مرشحها لرئاسة الحكومة السيد حمادي الجبالي. ولكن رفض الحزب الديمقراطي التقدمي المشاركة في حين قبل كل من حزب المؤتمر من أجل الجمهورية والتكتل الديمقراطي هذا المشروع مع حزب حركة النهضة.
بعد أن تم توقيع الاتفاق وقبوله، انتخب مصطفى بن جعفر عن «التكتل» كرئيس للمجلس الوطني التأسيسي التونسي، وانتخب المجلس التأسيسي بدوره المنصف المرزوقي رئيسا للجمهورية التونسية وتولى حمادي الجبالي رئاسة الحكومة التونسية.

في بداية تشكيل الترويكا، كان ثقلها يساوي 63.59% من المقاعد ثم أصبح 53.91% نظرا لاستقالة عدد من النواب عن أحزابهم الأم.

## الرئاسات الثلاث

### رئاسة الجمهورية
- المنصف المرزوقي من حزب المؤتمر.

### رئاسة المجلس الوطني التأسيسي
- رئيس المجلس الوطني التأسيسي: مصطفى بن جعفر من حزب التكتل.
  - النائب الأول لرئيس المجلس: محرزية العبيدي من حركة النهضة.
    - النائب الثاني لرئيس المجلس: العربي بن صالح عبيد من حزب المؤتمر (ثم انتقل إلى التكتل)

### رئاسة الحكومة
- حمادي الجبالي رئيس الحكومة من حركة النهضة.
- تبعه علي العريض من نفس الحزب.

## الأحزاب الحاكمة

### الترويكا الأولى: فترةحكومة حمادي الجبالي
- حركة النهضة: 89 نائب و 16 وزيرا من جملة 31 و1 كاتب دولة.
- المؤتمر من أجل الجمهورية: 29 نائب (14 نائب غادروا الحزب فيما بعد) و4 وزراء من جملة 31 و2 كتاب دولة.
- التكتل الديمقراطي من أجل العمل والحريات: 20 نائب (7 نواب غادروا الحزب فيما بعد) و5 وزراء من جملة 31 و2 كتاب دولة.

### الترويكا الثانية: فترةحكومة علي العريض
- حركة النهضة: 90 نائب, 10 وزراء من جملة 28 وزير وكاتب دولة واحد.
- المؤتمر من أجل الجمهورية: 14 نائب, 3 وزراء من جملة 28 وزير.
- التكتل الديمقراطي من أجل العمل والحريات: 13 نائب, 3 وزراء من جملة 28 وزير وكاتب دولة واحد.

### حكومة الحوار الوطني: فترةحكومة مهدي جمعة(مستقل)
حلت حكومة الترويكا بموجب الحوار الوطني الذي ضم كل الأحزاب برعاية المنظمات المهنين وحل محل حكومة الترويكا حكومة كفاءات وطنية، برئاسة مهدي جمعة وهي حكومة تكنوقراط مستقلة بالكامل، لذا لم يبقَ لأقطاب الترويكا الثلاث سوى نواب المجلس الذين يمثلون السلطة التشريعية:
- حركة النهضة: 90 نائب.
- المؤتمر من أجل الجمهورية: 12 نائب.
- التكتل الديمقراطي من أجل العمل والحريات: 12 نائب.

## ببليوغرافيا
- فتحي ليسير (2016). دولة الهواة: سنتان من حكم الترويكا في تونس (ط. الأولى). تونس العاصمة: دار محمد علي الحامي. {{استشهاد بكتاب}}: تحقق من التاريخ في: |سنة= (مساعدة)

## مقالات ذات صلة
- الانتقال الديمقراطي في تونس
- سياسة تونس
- المجلس الوطني التأسيسي التونسي (2011-2014)
- حكومة حمادي الجبالي
- حكومة علي العريض

## روابط خارجية
- موقع حزب حركة النهضة.
- موقع حزب المؤتمر من أجل الجمهورية.
- موقع حزب التكتل.